# Aaltens Belang

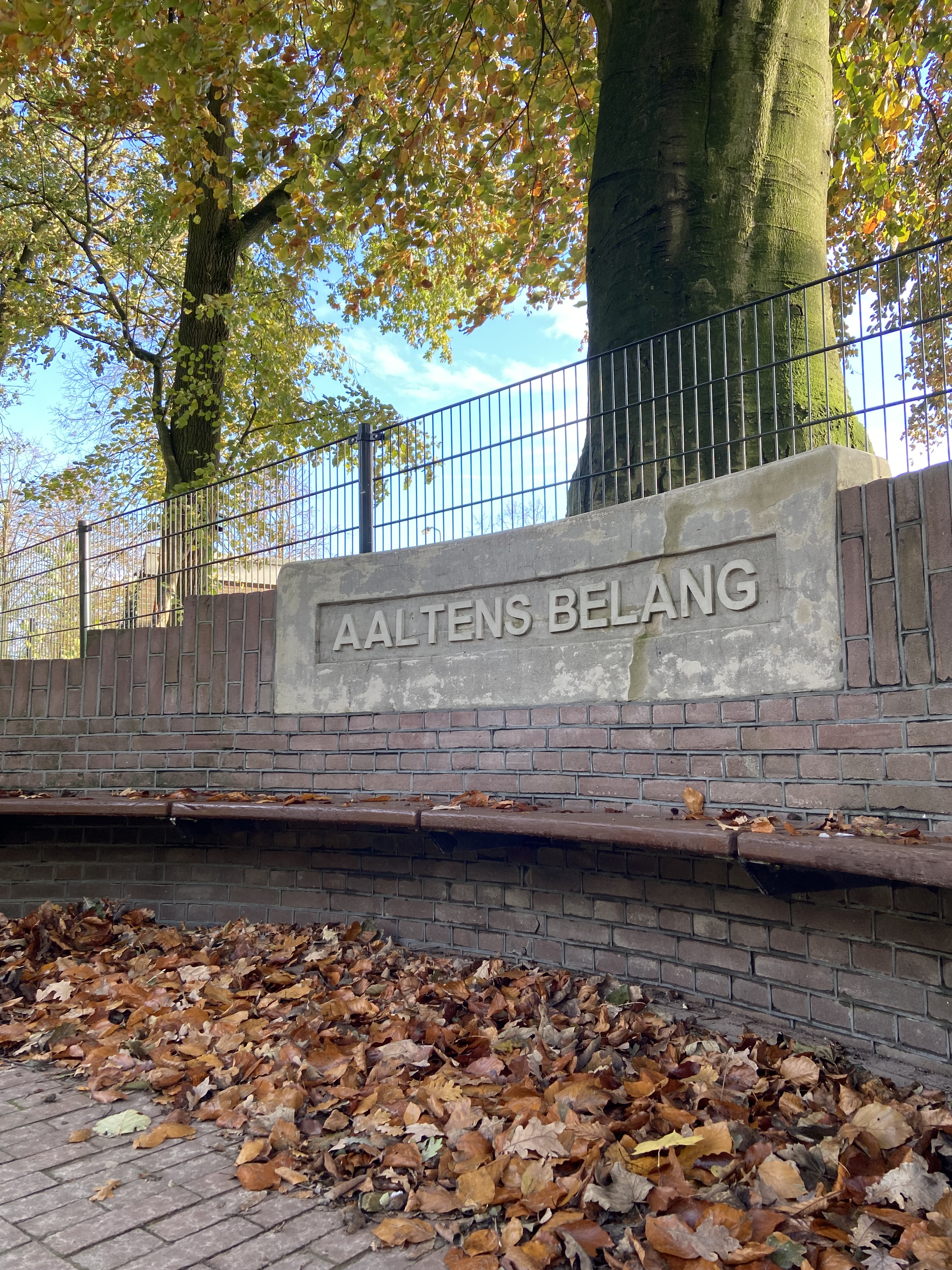
Bank met opschrift, ter herinnering aan het 25-jarig jubileum van Aaltens Belang

Aaltens Belang was een Nederlandse belangenvereniging in Aalten. De vereniging werd in 1898 opgericht naar aanleiding van de wens om Aalten goede verbinding te geven op het Duitse Bocholt.  

## Geschiedenis
Op 14 december 1898 werd de vereniging door een groep plaatselijke notabelen opgericht. Doelstelling van deze vereniging was de inzet voor onder andere een goede verbinding met Bocholt, verbetering van openbaar vervoer, postwezen en volkshuisvesting. Het bestuur nam haar doelstelling ruim op. Ook zaken als de exploitatie van een handelsavondschool en een VVV-kantoor, het beheer van het plaatselijke natuurgebied het Loohuisbos en de organisatie van een bedrijvenbeurs of het jaarlijkse bejaardenuitstapje. In haar beginjaren stond zij aan de wieg van zowel de eerste vuilnisophaaldienst als van het Museum Frerikshuus. In later jaren hield de vereniging zich met name bezig met organisatie van activiteiten en verstrekking van informatie op het vlak van toerisme en recreatie. Toen deze taken werden geprofessionaliseerd en ondergebracht in een nieuwe VVV organisatie, is de vereniging halverwege de jaren 80 van de 20e eeuw daarin opgegaan. Het enige dat tegenwoordig nog rest van het Aaltens Belang is een stenen bank aan de oever van de Slingebeek nabij de brug in de Polstraat, in 1923 geschonken aan de plaatselijke gemeenschap ter gelegenheid van het 25-jarig jubileum. De stenen bank staat ingeschreven als gemeentelijk monument. 

## Bron
- achterhoeksarchief.nl